# Nick Barmby
Nicholas ("Nick") Jon Barmby (Kingston upon Hull, 11 februari 1974) is een voormalig voetballer uit Engeland, die speelde als aanvallende middenvelder. Na zijn actieve carrière werd hij trainer.

## Interlandcarrière
Barmby speelde 23 keer voor de nationale ploeg van Engeland, en scoorde vier keer in de periode 1995-2001. Onder leiding van bondscoach Terry Venables maakte hij zijn debuut op 29 maart 1995 in de vriendschappelijke thuiswedstrijd tegen Uruguay (0-0) in Londen, net als aanvaller Andy Cole van Manchester United. Hij trad in dat duel na 64 minuten aan als vervanger van Peter Beardsley. Barmby nam met Engeland deel aan het EK voetbal 1996 (Engeland) en het EK voetbal 2000 (België en Nederland).
| Interlanddoelpunten | Interlanddoelpunten | Interlanddoelpunten | Interlanddoelpunten | Interlanddoelpunten | Interlanddoelpunten | Interlanddoelpunten | Interlanddoelpunten |
| #                   | Datum               | Locatie             | Wedstrijd           | Goal(s)             | Score               | Uitslag             | Wedstrijd           |
| ------------------- | ------------------- | ------------------- | ------------------- | ------------------- | ------------------- | ------------------- | ------------------- |
| 1                   | 23/05/1996          | Peking              | China – Engeland    | 30'                 | 0 – 1               | 0 – 3               | Oefenduel           |
| 2                   | 23/05/1996          | Peking              | China – Engeland    | 50'                 | 0 – 2               | 0 – 3               | Oefenduel           |
| 3                   | 14/06/1997          | Chisinau            | Moldavië – Engeland | 24'                 | 0 – 1               | 0 – 3               | WK-kwalificatie     |
| 4                   | 28/02/2001          | Birmingham          | Engeland – Spanje   | 38'                 | 1 – 0               | 3 – 0               | Oefenduel           |

## Erelijst
Liverpool
- FA Cup

2001
- League Cup

2001
- UEFA Cup

2001
- Charity Shield

2001
 Hull City
- Football League Championship

2008 (winnaar play-offs)